# Hamid Ziarati
Hamid Ziarati, nome completo Hamid Reza Ziarati Niasar (in persiano حمید رضا زیارتی نیاسر‎; Teheran, 26 dicembre 1966) è uno scrittore, attivista, ingegnere e insegnante iraniano naturalizzato italiano.

## Biografia
È arrivato in Italia nel 1981, a Torino, dove già vivevano il fratello e la sorella. Aveva 15 anni, età che lo rendeva appetibile come soldato in Iran, per cui gli fu possibile lasciare la sua terra solo a condizione di non portare denaro con sé.
A Torino ha frequentato prima il Liceo Scientifico A. Einstein e poi l'Università presso il Politecnico, dove ha conseguito nel 1994 la laurea in ingegneria meccanica. Sempre presso il Politecnico di Torino ha conseguito un Dottorato di Ricerca in meccanica applicata. Nel 1995 ha conseguito l’Esame di Stato per l'abilitazione alla professione di ingegnere.
Dal 1995 collabora con il Museo del cinema di Torino, il Torino Film Festival come interprete, traduttore di articoli e sottotitoli di film.
Nel 2017 ha fondato il gruppo di lettura in lingua persiana, Raviun,  راویون , presso Il Circolo dei Lettori di Torino attivo fino al 2020
Oggi è un ingegnere libero professionista. A questo affianca la sua attività di scrittore e di insegnante presso la Scuola Holden dove dal 2007 conduce corsi di scrittura creativa. Collabora inoltre con alcune delle più importanti testate italiane: La Stampa, La Repubblica, Il Fatto Quotidiano, L'Unità, il settimanale dell'Espresso. Ha una famiglia che definisce metà italiana e metà iraniana.
Alla nascita del primo figlio ha sentito la necessità di scrivere un libro che parlasse del ricordo e dell'appartenenza alla sua terra. Così è nato Salam, Maman (Einaudi, 2006), il suo primo romanzo.

## Opere
- Racconto Un giorno da stella cadente, Ed. Le voci dell’arcobaleno, 1995
- Racconto Il tamburo di Babacar, Ega Ed., 2001
- Salam Maman, Einaudi, 2006[11]
- Il meccanico delle rose, Einaudi, 2009[11]
- Testo teatrale OccidOriente, Terra di mezzo, 2009
- Racconto Parola di Allah: un’intervista a Dio, Nessuna pietà, "Dieci canzoni e dieci testi che raccontano grandi tragedie dell’umanità: per non dimenticare", Ed. Salani, 2009
- Racconto Allah, Ti vengo a cercare, "Interviste impossibili," Ed. Einaudi, 2011
- Quasi due, Einaudi, 2012[11]
- Racconto Pichot muzeou, d’la vita d’isì (Piccolo museo della vita di quassù), "Narrar per valli. Scrittori dalla Valle della Scienza al Po", Ed. Interlinea, 2012
- Racconto Pièpazzia, Il calzolaio prodigioso,"Fiabe e leggende di scarpe e calzolai", Catalogo della Mostra tenuta al Museo Salvatore Ferragamo di Firenze, 2013
- Film Monte, regia di Amir Naderi, 2016
- Testo teatrale a puntate Radio International insieme a Beppe Rosso, 2020
- Racconto Senza nome, "Le Ferite", Ed. Einaudi per Medici senza frontiere, 2021[12]

## Premi
- 2006 – Premio Giuseppe Berto per l'Opera Prima, con Salam Maman[13]
- 2007 – Premio del Giovedì Marisa Rusconi, con Salam Maman
- 2010 – Premio Fortunato Seminara e Rhegium Julii, con Salam Maman[14]
- 2009 – Premio Alziator e Paralup della Fondazione Nuto Revelli, Il meccanico delle rose[15]